# Niort
Niort là tỉnh lỵ của tỉnh Deux-Sèvres, thuộc vùng Nouvelle-Aquitaine của nước Pháp, có dân số là 56.663 người (thời điểm 1999).

## Các thành phố kết nghĩa
- Wellingborough Vương quốc Liên hiệp Anh và Bắc Ireland

## Những người con của thành phố
- Françoise d'Aubigné, Madame de Maintenon, người vợ bí mật của Louis XIV
- Mathieu Claude, vận động viên đua xe đạp
- Nicolas Crosbie, vận động viên đua xe đạp
- Jacques De Liniers hay Santiago de Liniers, sĩ quan
- Antonin Proust, nhà báo và chính trị gia

## www
Niort là tỉnh lỵ của tỉnh Deux-Sèvres